# 妓生宴
妓生宴，華語圈也作伎生宴，是一种朝鮮半島的傳統高級宴会，宴会上有妓生表演歌唱、舞蹈、樂器演奏等，席上每位客人都有一位妓生侍候用餐，由於用餐時客人不需自己動手，在華語圈又俗稱殘廢餐。在古代是王族和兩班貴族才有資格參與，於宮廷或教坊中舉行，稱為宮宴。現代則於高級料亭舉行，但收費昂貴，一般收入普通的韓國人甚少光顧，光顧的多是政商名流或外國遊客。
妓生宴所用的食材全為高級食材，現代妓生宴常提供朝鮮宮廷料理，集傳統飲食、藝術於一身。現代妓生宴上的妓生除了表演傳統歌舞如盤索里等，也有唱流行歌曲和現代的舞蹈。

## 常見菜色
- 松子粥
- 九节坂
- 神仙爐
- 藥食